# Greg McMackin
Gregory James McMackin (Springfield, Oregón, 24 de abril de 1945-Salem, Oregon, 14 de febrero de 2023) fue un entrenador y jugador de fútbol americano. Se desempeñó como entrenador en jefe de fútbol en el Instituto de Tecnología de Oregón de 1986 a 1989 y en la Universidad de Hawái en Manoa de 2008 a 2011, compilando un récord de fútbol universitario de carrera de 53–39–1. Antes de llegar a Hawái como coordinador defensivo en 2007, anteriormente se desempeñó en la misma capacidad para los Seattle Seahawks, los Miami Hurricanes y los Texas Tech Red Raiders.

## Carrera
McMackin entrenó extensamente tanto a nivel universitario como profesional.
A nivel profesional, McMackin entrenó para dos equipos de la Liga Nacional de Fútbol Americano: como coordinador defensivo de los Seattle Seahawks de 1995 a 1998, y como apoyador y entrenador en jefe asistente de los San Francisco 49ers de 2003 a 2005. También entrenó para el Denver Gold de la extinta Liga de Fútbol de los Estados Unidos (USFL).
A nivel universitario, McMackin ganó prominencia como coordinador de defensa de la Universidad de Miami durante las temporadas de 1993 y 1994. Allí, Miami ganó dos campeonatos del Big East y ocupó el primer lugar en defensa total, defensa de anotación y defensa de pase. Además, los Hurricanes permitieron solo siete touchdowns a la defensiva en una temporada. Mientras estuvo allí, entrenó al ganador del Premio Lombardi Warren Sapp, Ray Lewis y seis Consensus All-Americans del primer equipo. Los Hurricanes jugaron en el campeonato nacional (Orange Bowl) en 1995.
McMackin se desempeñó como coordinador defensivo en seis universidades: Hawái, Texas Tech, Miami, Navy, Utah e Idaho .
El 15 de enero de 2008, McMackin asumió el cargo de entrenador en jefe de los Hawaii Warriors. Al firmar su contrato de cinco años, McMackin se convirtió en el empleado estatal mejor pagado con un salario anual de $1.12 millones. El récord anterior lo ostentaba su antecesora, June Jones, con un salario anual de 800.016 dólares.
El 1 de agosto de 2009, McMackin fue suspendido por 30 días sin goce de sueldo debido a su uso de un insulto homofóbico durante una entrevista.
McMackin renunció a su puesto de entrenador en jefe de Hawái el 5 de diciembre de 2011 y aceptó una compra de $ 600,000.

## Vida personal y muerte
McMackin murió el 14 de febrero de 2023, a la edad de 77 años.

## Logros
- Fue entrenador en jefe en la División II de Oregon Tech de 1986 a 1989. Lideró al equipo al ranking °3 y 4 temporadas ganadas en camino a 2 premios de entrenador del año.[6]
- En 1999, dirigió la defensa de la Universidad de Hawái para ayudar a orquestar el mayor cambio en una sola temporada en la historia del fútbol americano de la NCAA[7]
- Nombrado uno de los mejores entrenadores de la nación por American Football Magazine mientras estaba en Texas Tech.[8]
- Nombrado el principal reclutador de Big 12 Conference por Rivals.com[3]
- Como coordinador defensivo de los Seattle Seahawks, entrenó siete selecciones All-Pro y estableció un récord de franquicia de siete intercepciones en un juego. En general, la defensa de Seattle mejoró del 30 al 8.[9]
- Como coordinador defensivo de la Universidad de Miami, la defensa de McMackin ocupó el primer lugar en la nación en defensa total, defensa de anotación y defensa de pase.[9]
- Los dos campeonatos WAC de Hawái durante el mandato del exentrenador June Jones en Hawái se produjeron durante los dos años de McMackin como coordinador defensivo de Hawái.[8]
- Escribió Coaching the Defensive Backfield en 1992, que se encuentra en su séptima edición.[10]
- En 2008, McMackin se convirtió en el empleado mejor pagado del estado de Hawái ($ 1,1 millones) al convertirse en el entrenador en jefe de fútbol de los Hawaii Warriors.
- Incluido en el Salón de la Fama Atlético de la Universidad del Sur de Oregón.

## Jugadores notables entrenados
- Ray Lewis, Miami
- Warren Sapp, Miami
- Dwayne Johnson alias La Roca, Miami
- Rohan Marley, Miami
- Gill Byrd, Estado de San José
- Michael Sinclair, Halcones Marinos de Seattle
- Jeff Ulbrich, Hawái y San Francisco 49ers
- Julian Peterson, Leones de Detroit
- Cortez Kennedy, Halcones Marinos de Seattle
- Chad Brown, Halcones Marinos de Seattle